# Viktoria Steinbiß

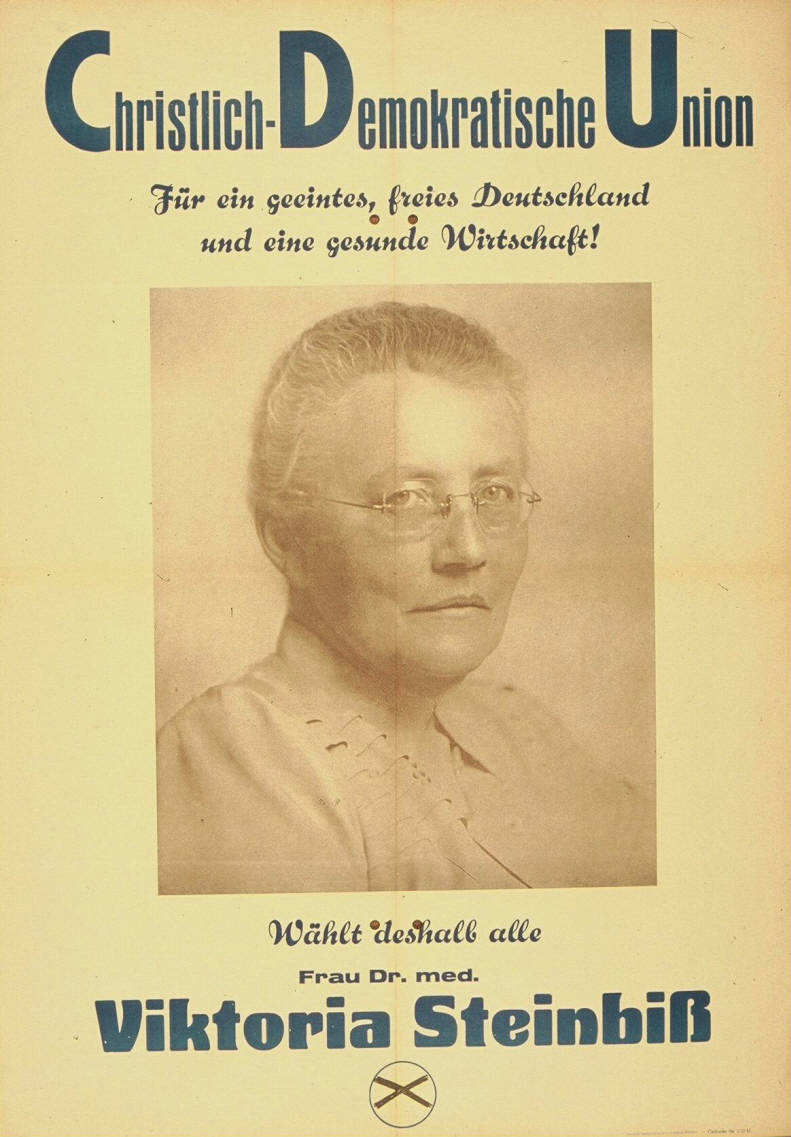
Viktoria Steinbiß auf einem Plakat zur Bundestagswahl 1949

 Viktoria Steinbiß geborene Klarhorst (* 19. August 1892 in Bielefeld; † 11. Februar 1971 ebenda) war eine deutsche Politikerin der CDU.

## Leben
Viktoria Steinbiß wuchs als Tochter eines Bauunternehmers in einer wohlhabenden Familie in Bielefeld auf und 
gehörte 1914 zum ersten Jahrgang, in dem Mädchen das Abitur machen konnten. Nach dem Abitur am Oberlyzeum Bielefeld absolvierte Viktoria Steinbiß ein Studium der Medizin an den Universitäten Frankfurt am Main, Göttingen, Heidelberg und Berlin. Im Jahr 1920 wurde sie  zum Dr. med. promoviert. In den Semesterferien arbeitete sie im Pathologischen Institut Bethel in Bielefeld. 1921 heiratete sie dessen Institutsleiter Walter Steinbiß nach seiner Scheidung. Das Paar lebte in Berlin und Viktoria Steinbiß kümmerte sich als Hausfrau um ihre beiden Stiefsöhne. Nach dem Tod ihres Mannes kehrte sie nach Bielefeld zurück und war von 1932 bis 1936 Leiterin der Laborabteilung des Städtischen Krankenhauses in Bielefeld. In den Kriegsjahren war sie von 1940 bis 1945 in Arztvertretungen tätig. Nach dem Krieg eröffnete sie 1945 eine eigene Praxis. Neben ihrem parteipolitischen Engagement war sie in christlichen Verbänden aktiv.

## Politik
Steinbiß wurde 1945 Mitglied der CDU. Als erste Frau wurde sie in den Bielefelder Stadtrat gewählt, wo sie den Fraktionsvorsitz ihrer Partei übernahm. Zudem vertrat sie ihre Partei 1946 im Provinzialrat Westfalen und war von 1947 bis 1948 stellvertretende Zonenbeirätin der Britischen Zone.

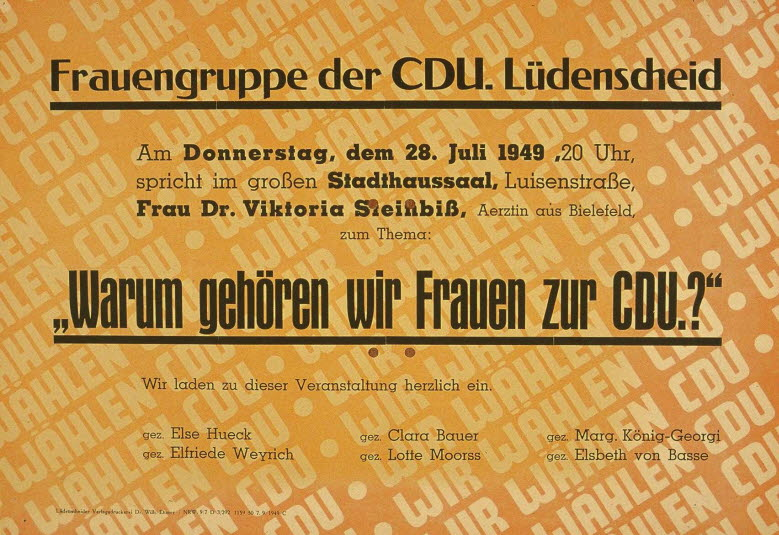
Ankündigung zu einer Wahlkampfveranstaltung zur Bundestagswahl 1949 in Lüdenscheid mit Viktoria Steinbiß als Sprecherin

Sie war vom 2. Oktober 1946 bis zum 19. April 1947 Mitglied des ersten und zweiten Ernannten Landtages von Nordrhein-Westfalen, wechselte später in die Bundespolitik und gehörte dem Deutschen Bundestag seit dessen erster Wahl 1949 bis 1961 an. In das Parlament wurde sie stets über die CDU-Landesliste Nordrhein-Westfalen gewählt. Von 1953 bis 1961 war sie stellvertretende Vorsitzende des Bundestagsausschusses für das Gesundheitswesen. Außerdem war sie im Ausschuss für Sozialpolitik (1949–1957) und im Ausschuss für Atomkernenergie und Wasserwirtschaft (1958–1961) tätig. Im Bundestag betrieb sie neben ihrer parlamentarischen Arbeit Standespolitik für die deutsche Ärzteschaft. So vermittelte sie Gespräche zwischen hochrangigen Spitzenfunktionären der Ärzteorganisationen und dem amtierenden Bundeskanzler Konrad Adenauer. Sie stimmte zum Teil ihre Redebeiträge zu Themen der Gesundheitspolitik mit dem damaligen Präsidenten des Deutschen Ärztetages Karl Haedenkamp ab.

## Ehrungen
- 1961 wurde ihr die Paracelsus-Medaille verliehen.
- 1961 wurde sie mit dem Großen Verdienstkreuz ausgezeichnet.[1]
- In Bielefeld ist die Dr.-Viktoria-Steinbiß-Straße nach ihr benannt.